# Athelm
Athelm ou Æthelhelm est un prélat anglais mort le 8 janvier 926. Successivement évêque de Wells, puis archevêque de Cantorbéry, il préside au couronnement du roi Æthelstan en 925.

## Biographie

### Origines

Les diocèses d'Angleterre dans la deuxième moitié du Xe siècle.

Moine à l'abbaye de Glastonbury, Athelm est élu évêque de Wells vers 909. Il est le premier titulaire de ce siège épiscopal, formé par la division du vaste diocèse de Sherborne qui s'étendait sur tout le sud-ouest de l'Angleterre. Le nouveau diocèse de Wells couvre le comté du Somerset, la ville de Wells ayant probablement été choisie comme siège pour sa situation au centre de ce territoire.

### Archevêque
Athelm devient archevêque de Cantorbéry entre 923 et septembre 925. Son transfert depuis le siège de Wells marque une rupture avec la tradition : jusqu'alors, le droit canon considérait illégal le transfert d'un évêque d'un siège à un autre. Cette pratique devient courante à cette époque (plusieurs papes sont eux-mêmes transférés d'autres sièges) et se répand en Angleterre après la mort d'Athelm.
Le 4 septembre 925, Athelm préside au sacre du roi Æthelstan. C'est probablement lui qui compose ou organise le nouvel Ordo (ordre de service), qui voit le roi être sacré avec une couronne au lieu d'un casque pour la toute première fois. Il apparaît également comme témoin sur la première donation du roi à l'abbaye Saint-Augustin de Cantorbéry. On ne sait rien d'autre de son bref passage à Cantorbéry.
D'après Adélard de Gand, Athelm est l'oncle de Dunstan. Il aurait recommandé son neveu au roi Æthelstan qui l'accueille à la cour, début d'une brillante carrière qui conduit Dunstan à devenir lui-même archevêque de Cantorbéry en 960. Cependant, l'autre biographe majeur de Dunstan, « B. », ne mentionne pas ce lien de parenté, qui reste donc incertain.

### Mort
Athelm meurt le 8 janvier 926. Il est inhumé dans l'église Saint-Jean-Baptiste, à proximité de l'ancienne cathédrale de Cantorbéry. Après la conquête normande de l'Angleterre, une nouvelle cathédrale est édifiée sous l'archevêque Lanfranc et les restes de ses prédécesseurs sont déplacés à cette occasion dans le transept nord du nouvel édifice. Les restes d'Athelm et de son successeur Wulfhelm sont déplacés à une date ultérieure dans une chapelle dédiée à saint Benoît, incorporée par la suite dans une chapelle mariale construite au XVe siècle par le prieur Thomas Goldstone.